# Approximant
Een approximant of klinkerachtige is een medeklinker die kan worden gezien als liggend tussen een klinker en een "typische" medeklinker. Bij het uitspreken van deze klanken produceren de articulatorische organen een  vernauwing van het spraakkanaal, maar laten wel genoeg ruimte over om ervoor te zorgen dat er geen hoorbare turbulentie optreedt. Ze zijn daarom meer open dan de wrijfklanken. 
Sommige approximanten lijken sterk op klinkers. In dat geval wordt ook wel de term halfklinker gebruikt. 
Deze pagina bevat fonetische informatie in het IPA, die in sommige browsers mogelijk niet correct wordt weergegeven.
Waar symbolen in paren voorkomen, vertegenwoordigt het rechter teken een stemhebbende medeklinker. Gearceerde gebieden bevatten medeklinkers die worden beschouwd als onuitspreekbaar.
Zie ook: IPA, Klinkers